# Schans (Afferden)

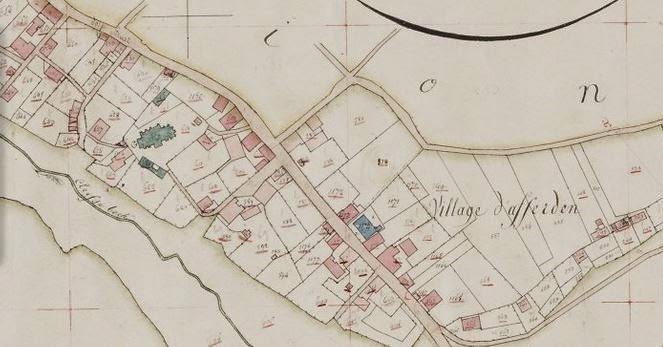
Schans van Afferden op het kadastraal minuutplan van 1811-1832

De schans van Afferden was een boerenschans in de Nederlandse gemeente Bergen. De schans lag midden in het dorp.

## Geschiedenis
Het jaar waarin de schans precies aangelegd werd is niet bekend, maar werd waarschijnlijk aangelegd vanwege de dreiging van Spaanse troepen. In 1592 werd de schans voor het eerst genoemd.
Op een later moment werd de schans uitgebreid en kwam de kerk binnen de schans te liggen.